# Elizabeth Smith Miller

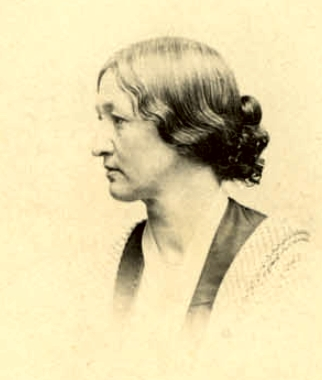
Elizabeth Smith Miller.

Elizabeth Smith Miller, född Smith 20 september 1822 i Peterboro, New York, död 23 maj 1911 i Geneva, New York, var en amerikansk feminist.
Miller är mest känd som skapare av så kallade bloomers. Hon uppfattade släpande kjolar som opraktiska då hon skötte trädgården och designade vad hon kallade "short dress", vilken sträckte sig fyra tum under knäna och bars över rymliga byxor. Hon bar denna klädsel då hon besökte sin fars kusin, Elizabeth Cady Stanton. Stanton uppskattade idén och hon och Amelia Bloomer skapade denna typ av dräkt till sig själva. Bloomer propagerade för dräkten i sin tidskrift The Lily, vilket ledde till den blev känd som bloomers. Miller använde bloomers under sju år, längre än hennes anhängare, innan hon övergav sin kamp för dräktreformrörelsen. Hon var fortsatt verksam inom kvinnorörelsen, dels genom sin vänskap med Susan B. Anthony, dels som ekonomisk understödjare av såväl nationella rösträttsorganisationer som lokala dylika i New York. Hon var hedersordförande i Geneva Political Equality Club till sin död.